# Ramiro Marra
Ramiro Daniel Marra (Buenos Aires; 20 de noviembre de 1982) es un político, columnista, empresario y youtuber financiero argentino-español. Es director de Bull Market Group, una empresa fintech perteneciente a su familia. Desde diciembre de 2021 se desempeña como legislador de la Ciudad de Buenos Aires, donde ocupó el cargo de jefe del bloque de La Libertad Avanza. Fue expulsado de dicha posición en enero de 2025, en simultáneo con su expulsión del partido.

## Biografía

### Inicios
Nacido el 20 de noviembre de 1982, es hijo de Daniel Marra y María Cristina Moreiras. Tiene tres hermanos: María Noel, Francisco y Lautaro. Egresó de la licenciatura en Mercado de Capitales de la Universidad del Salvador.

### Carrera empresarial
Ramiro Marra desarrolló su carrera profesional de forma temprana dentro de Bull Market Group, empresa familiar del rubro financiero.

### Youtuber financiero
En 2018, Ramiro Marra lanzó su canal de YouTube en donde brinda educación financiera de forma gratuita, análisis económicos y del mercado y recomienda alternativas de inversión para argentinos. En 2020 lanzó un libro titulado "Hablemos de guita". Durante ese mismo año, Marra además llevó a cabo un podcast en Spotify con el nombre "Hablemos de Guita" en donde entrevista a referentes del sector financiero. En febrero de 2021, Ramiro Marra presentó "El Show de la Guita" a través de un stand up financiero en la Avenida Corrientes, en el Teatro Premier.
En 2023 fue ganador del premio Martín Fierro digital, en la categoría de Mejor contenido temático profesional, por su trabajo en el canal de YouTube.

### Carrera política
Aunque sus inicios en la política fueron en la agrupación universitaria Franja Morada, Marra confesó que se vio interpelado por el peronismo kirchnerista, convirtiéndose en militante del Partido Justicialista. Sin embargo, su ingreso formal a la política se dio cuando en búsqueda de un cargo público en el cual pueda accionar, se acercó al partido Consenso Federal, la fuerza que llevó al peronista Roberto Lavagna como candidato a presidente de la Nación y a Marra como candidato a senador nacional por la Ciudad de Buenos Aires.  En las elecciones legislativas de Argentina de 2019, Marra obtuvo 114.907 votos, un 5,76% de los sufragios. Debido a estos resultados la coalición quedó tercera, detrás de Juntos por el Cambio y el Frente de Todos, y no obtuvo una banca.
En 2021, de cara a las PASO, Marra se unió a la coalición La Libertad Avanza, junto a Javier Milei y Victoria Villarruel. Estuvo presente en el lanzamiento de campaña de Milei en Palermo y en varias caminatas. En dicha alianza él encabezó la lista de candidatos a legisladores de la Ciudad de Buenos Aires. En las elecciones primarias de 2021 obtuvo 238 797 votos, un 13,82% de los sufragios. De esta forma la coalición se posicionó como la tercera fuerza del distrito. En las elecciones generales la coalición obtuvo 318.978 votos, un 16,74% del sufragio de la para legisladores porteños. Con estos resultados Marra obtuvo una banca en la legislatura, junto a otros 4 legisladores, y actualmente preside el bloque de La Libertad Avanza en la cámara.
Fue candidato a jefe de Gobierno de la ciudad de Buenos Aires por La Libertad Avanza en 2023. Finalmente quedó tercero, logrando 248 263 votos o el 13,78%, muy debajo del ganador Jorge Macri y de Leandro Santoro de Unión por la Patria.
En marzo de 2024, fue desplazado de la jefatura del bloque de diputados de La Libertad Avanza en la legislatura porteña, cargo que presidía desde diciembre de 2021. Tan solo cinco semanas después, Marra logró regresar a la jefatura, con el fin de evitar la fractura del mismo. Sin embargo, por tratarse de un anuncio oficial, debe ser ratificado en una sesión ordinaria. El 16 de mayo se oficializó su regreso como presidente de bloque en la Legislatura porteña. El 13 de junio tres legisladores (María del Pilar Ramírez, Lucía Montenegro y Leonardo Seifer) decidieron romperle el bloque a Marra y crear uno aparte con el mismo nombre.
A finales de enero de 2025, La Libertad Avanza expulsó a Marra por haber votado a favor de un “inaceptable aumento de impuestos” en la ciudad de Buenos Aires y por “contradecir los ideales de Javier Milei”. Además, informaron que la decisión es irreversible. El 27 de marzo de 2025, Marra lanzó su candidatura para la reelección como legislador porteño por la UCeDé, un partido históricamente vinculado a la derecha política. El nuevo espacio político se denominó "Libertad y Orden", y recibió el respaldo del presidente de la UCeDé, Andrés Passamonti, quien le dio la bienvenida oficialmente. El 18 de mayo de 2025 se llevaron a cabo dichas elecciones, en las cuales Marra obtuvo el 2,62% de los sufragios, no obteniendo la reelección y finalizando su mandato como legislador el 10 de diciembre de 2025.

### Movimiento Antipiquetero Argentino (MAPA)
En marzo del año 2022, Marra fundó el Movimiento Antipiquetero Argentino, una agrupación que busca combatir los cortes de calle en la República Argentina con herramientas de militancia digital, investigaciones públicas y presentaciones en la justicia. A través de la misma, Marra enfrentó abiertamente a diversos líderes piqueteros como Eduardo Belliboni y Juan Grabois.
"Mucha gente que acompaña esta iniciativa y quiere resolver el problema de los piqueteros. Como los políticos no pueden solucionarlo hemos decidido agruparnos para hacer lo que sea necesario dentro de la ley para sacar a los piqueteros de la calle. Nosotros no necesitamos usar armas. Los piqueteros, que están realizando actividades ilegales, si. Vamos a utilizar las herramientas que están ya establecidas por la ley y que los políticos no cumplen".

## Historial electoral
|  | 7,50 % |

|  | 5,76 % |

|  | 13,82 % |

|  | 16,74 % |

|  | 12,93 % |

|  | 13,78 % |

|  | 2,62 % |

## Controversias

### Multa por infracción a la Ley de Mercado de Capitales
En diciembre de 2021, la Comisión Nacional de Valores aplicó a Marra una multa de $2 millones a título personal, y $1 millón para su casa de bolsa Bull Market Broker por haber recomendado acciones de una empresa particular en un video de su canal YouTube, aludiendo a que esto infringe la normativa que indica que se necesita tener el certificado de idóneo en mercado de capitales para poder dar asesoramiento público en materia de inversiones. Marra denunció que esta multa se debía a lo que él considera una "persecución política" en su contra. Tras apelar, el fallo fue ratificado.

### Cierre de Pakapaka
En una entrevista, Ramiro Marra anunció que cerraría el canal Pakapaka y argumento que, según su madre, baja "tendencias ideológicas". Luego argumentó que posee la nacionalidad española y que sentía que el canal «acusaba a los españoles de malos».

Un chico que me dijo una vez que en Paka Paka decían que los españoles eran los malos y que los argentinos eran los buenos. Me parece que no es así, yo soy español y no soy malo.
Ramiro Marra

También dijo eso desconociendo que Pakapaka era un canal de la TDA y no un programa en específico.[cita requerida]

### Exclusión de La Libertad Avanza
El 29 de enero de 2025, la cuenta de X (anteriormente Twitter) del partido La Libertad Avanza anunció que Marra "ya no forma parte" del mismo, en contexto de su voto a favor de un aumento de impuestos en la Ciudad de Buenos Aires, algo que el partido interpretó como contrario a sus ideas, que en su naturaleza libertaria económica se oponen a la presión impositiva. En el anuncio se especificó que esto ocurriría con todos aquellos que "no respeten la agenda del presidente serán expulsados", sin importar quiénes sean. La noticia dividió opiniones acerca tanto de la posición legislativa de Marra respecto a su voto y sus contribuciones a la agenda gubernamental de la presidencia de Milei.
Al día siguiente, Marra anunció en un video en la misma plataforma, agradeciendo a quienes le manifestaron apoyo después de la decisión. Ratificó que seguiría apoyando la agenda presidencial y su aprecio personal por Milei.

## Distinciones y premios
| Año  | Premio                | Categoría                            | Trabajo nominado                     | Resultado |
| ---- | --------------------- | ------------------------------------ | ------------------------------------ | --------- |
| 2023 | Martín Fierro Digital | Mejor contenido temático profesional | https://www.youtube.com/@ramiromarra | Ganador   |

## Libros publicados
- Hablemos de guita (2020) Ed. Planeta.
- Hacen falta huevos (2021)
- Viva la Libertad (2023)